# Renault Rafale
Cet article concerne le véhicule automobile. Pour l'avion de combat fabriqué par Caudron-Renault, voir Caudron C.460.
Le Renault Rafale est un SUV du constructeur automobile français Renault produit à partir de 2024. Elle est la version sportive fastback du Renault Austral. Le 14 juillet 2024, elle devient la voiture présidentielle lors du défilé de la fête nationale.

## Présentation

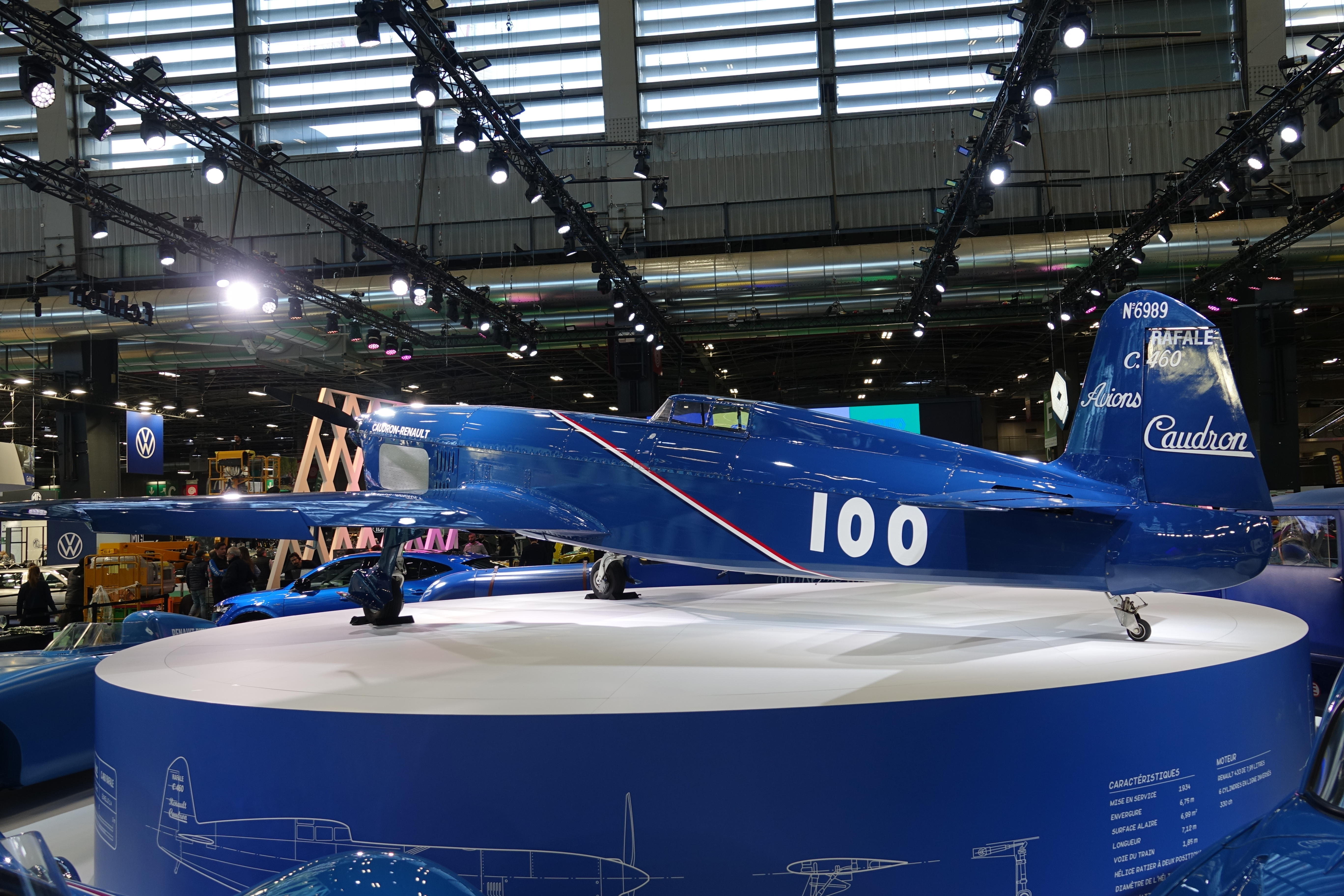
Caudron C.460 Rafale au salon Rétromobile 2024.

Le Renault Rafale est annoncé par le constructeur le 16 mai 2023 avant sa présentation officielle le 18 juin 2023 lors de la 54e édition du salon international de l'aéronautique et de l'espace de Paris-Le Bourget. Les commandes sont ouvertes 7 mois plus tard pour une arrivée en concessions fin mai 2024. 
Bien que son nom fasse avant tout penser à l'avion de combat de Dassault – le constructeur automobile est propriétaire de ce nom, qu’il a autorisé Dassault à utiliser pour baptiser son avion de chasse – selon Renault, il fait référence à l'avion monoplan monoplace de course Caudron C.460 Rafale de 1934,, conçu pour les records et motorisé par Renault, et au prototype de Renault coupé Rafale ayant donné la Viva Grand Sport,. Ce nom a aussi été utilisé par la marque pour un prototype de Renault 25 puis sur le marché taïwanais dans les années 1990 pour désigner certaines versions de la R19.

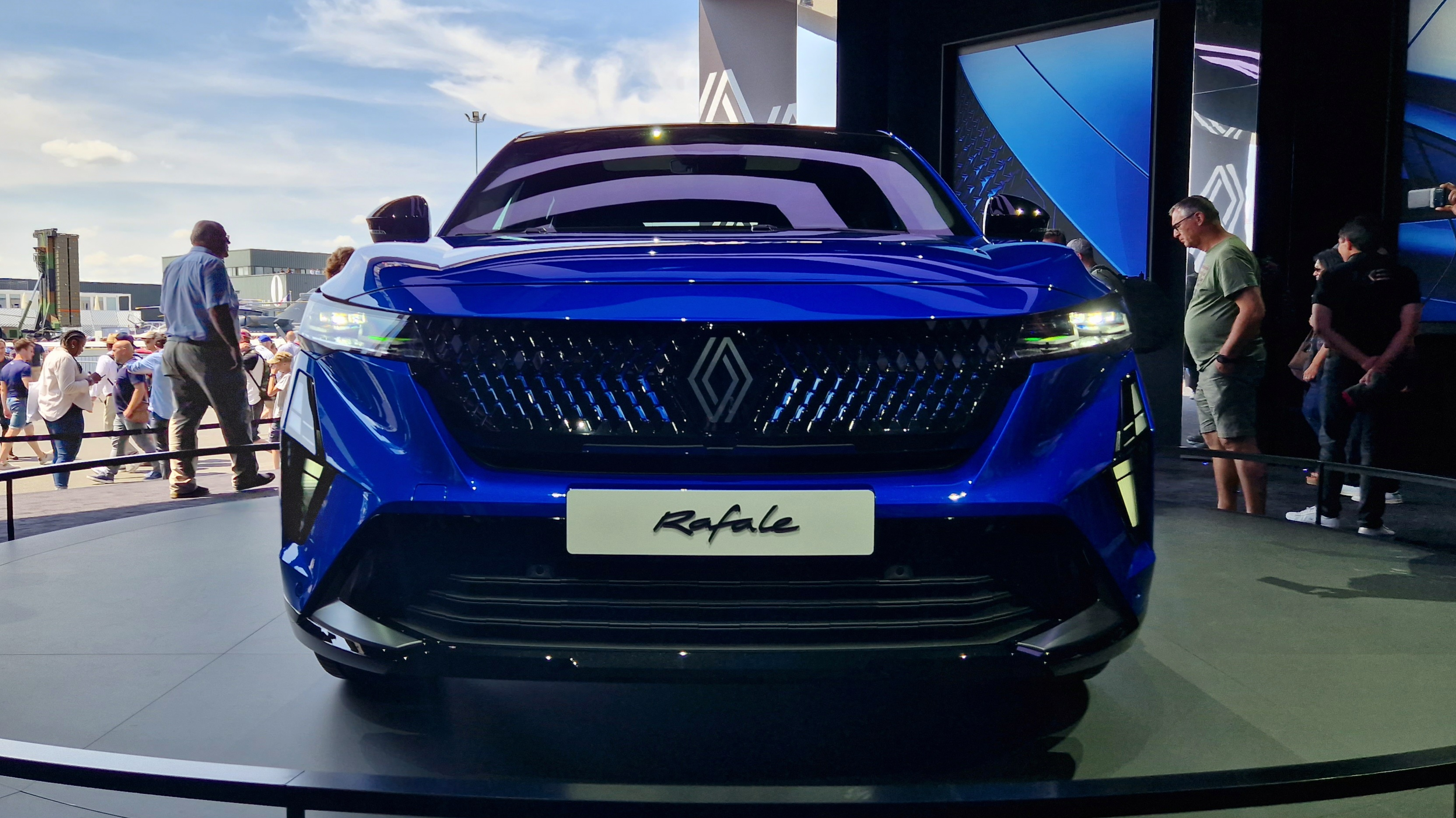
Vu de face.
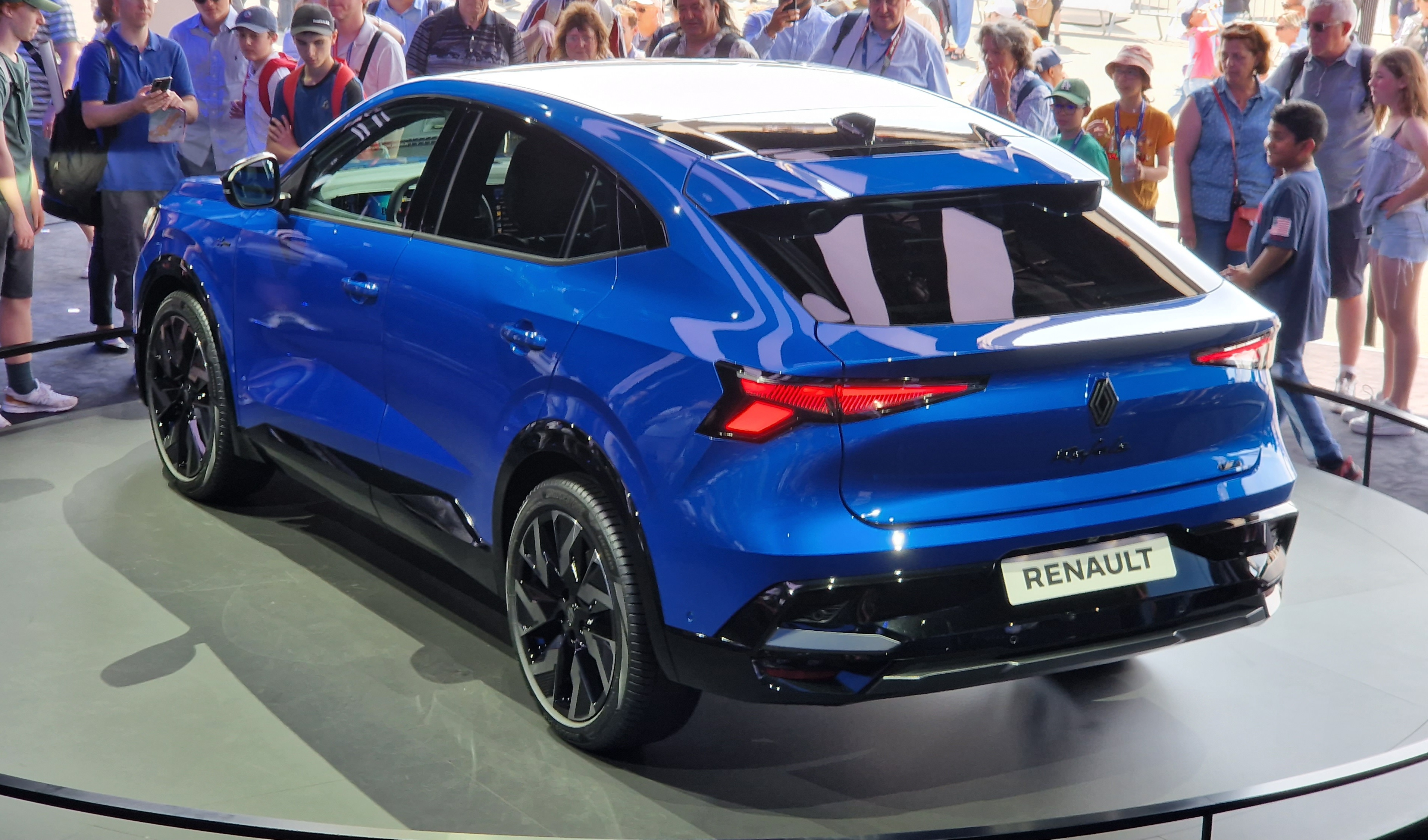
Vu de trois-quarts arrière.
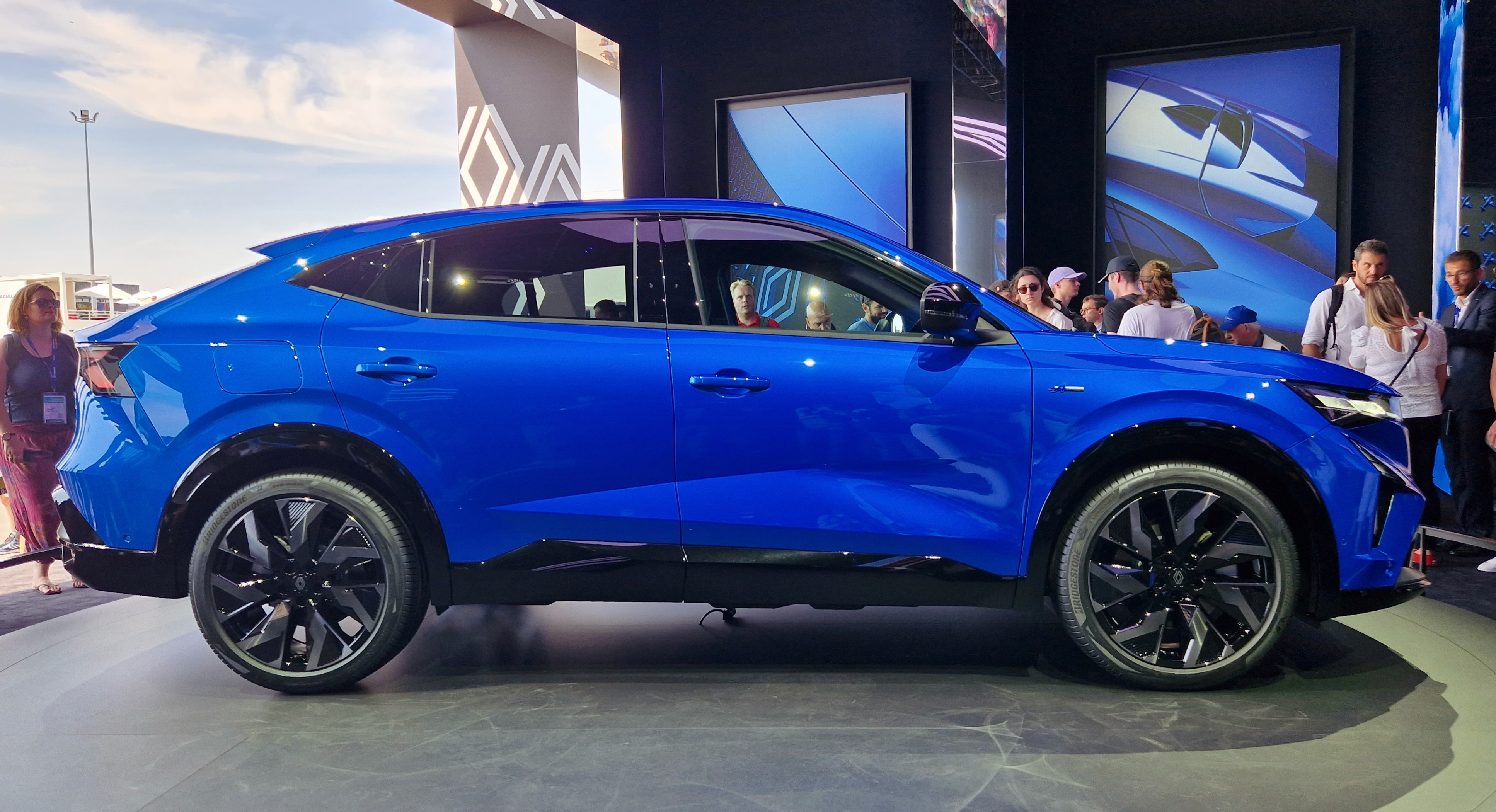
Vu de côté.
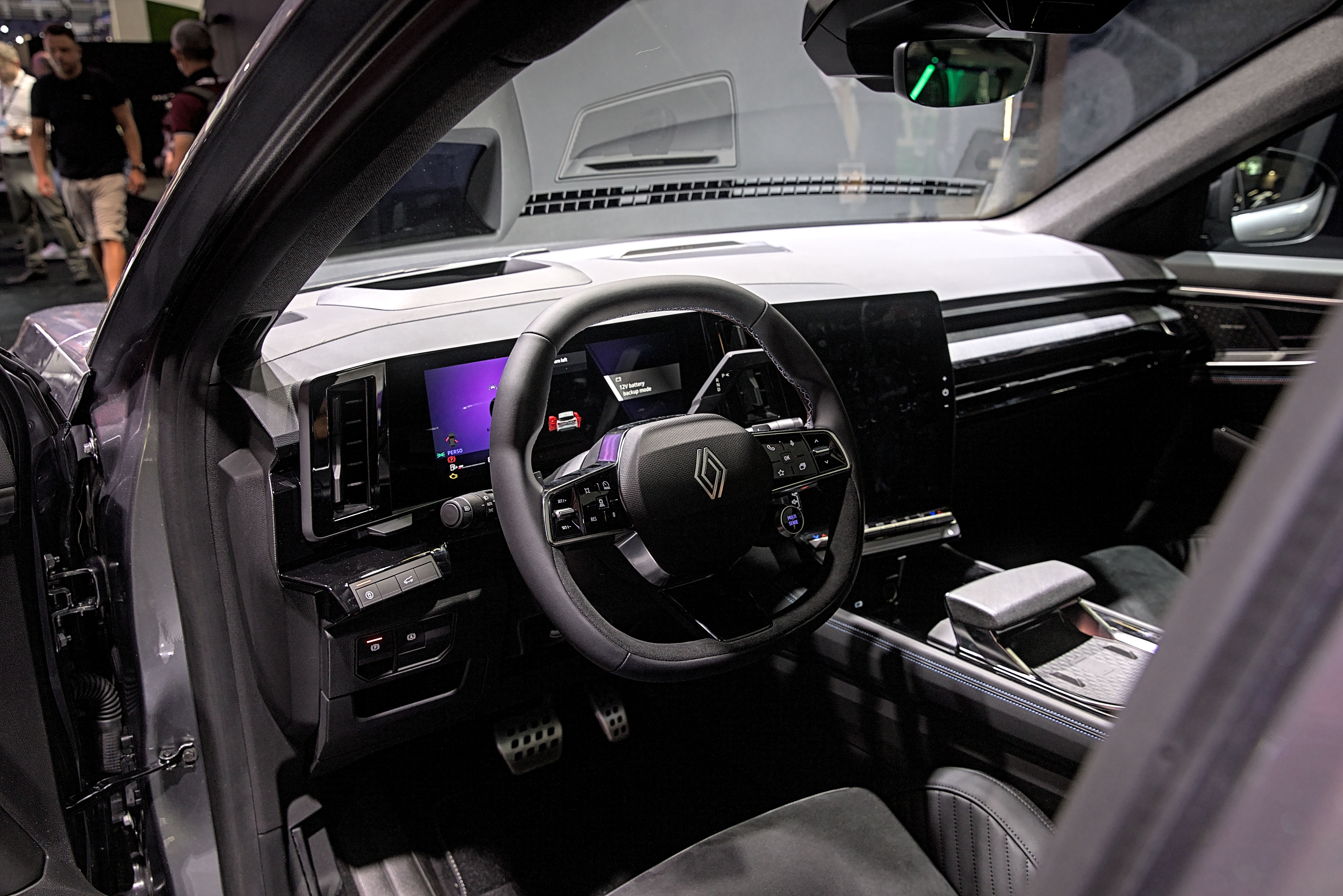
Vu de l’intérieur.

## Voiture officielle du Président français
Le 14 juillet 2024, à l'occasion des cérémonies de la fête nationale, Emmanuel Macron a utilisé pour la première fois le Renault Rafale, qui remplace la DS 7 comme voiture officielle du Président français. Cette version spécifique du Rafale est dotée d'une carrosserie « bleu nocturne » inédite, une calandre peinte d'un drapeau tricolore et d'un blindage répondant aux exigences de l'Élysée,.

## Caractéristiques techniques
Le Rafale est basé sur la plateforme technique CMF-CD3 du groupe Renault-Nissan-Mitsubishi. Il partage de nombreux éléments de l'Austral et l'Espace VI, incluant le pare-brise, le montant A et les portières avant.

### Motorisations
Le Rafale n'est proposé qu'avec une motorisation Full hybrid 3-cylindres 1.2 Tce en deux puissances : 200 ch en traction et 300 ch en transmission intégrale.
| Logo de Renault            | Renault Rafale,                                            | Renault Rafale,                                          |
| Logo de Renault            | E-TECH full hybrid 200 FWD                                 | E-TECH PHEV 300 AWD                                      |
| -------------------------- | ---------------------------------------------------------- | -------------------------------------------------------- |
| Moteur                     | 3-cylindres + 2 moteurs électriques                        | 3-cylindres + 2 moteurs électriques                      |
| Code moteur                | HR12                                                       | HR12                                                     |
| Alimentation               | Turbocompressé                                             | Turbocompressé                                           |
| Cylindrée (cm3)            | 1199                                                       | 1199                                                     |
| Puissance maximale ch (kW) | Thermique: 130 (96) Électrique: 70 (51) Combiné: 200 (147) | Thermique: 130 à 150 (96) Électrique: Combiné: 300 (220) |
| au régime de (tr/min)      |                                                            |                                                          |
| Couple maximal (N m)       | Thermique: 205 Électrique: 205 Combiné: 410                | Électrique : 230                                         |
| au régime de (tr/min)      |                                                            |                                                          |
| Boîte de vitesses          | Automatique multimodes à crabots à 7 rapports              | Automatique multimodes à crabots à 7 rapports            |
| Transmission               | Traction                                                   | Intégrale 4 roues directrices                            |
| Vitesse maximale (km/h)    | 180                                                        |                                                          |
| 0-100 km/h (s)             | 8,9                                                        | 6,4                                                      |
| Consommation (L/100 km)    |                                                            | 0,5 à 5,8                                                |
| Émissions de CO2 (g/km)    | 105                                                        |                                                          |
| Capacité du réservoir (L)  | 58                                                         |                                                          |
| Masse à vide (kg)          | 1653                                                       | 1660                                                     |
| Norme environnementale     | Euro 6d-Temp                                               | Euro 6d-Temp                                             |
| Batterie                   |                                                            |                                                          |
| Type                       | Lithium-ion 400 Volts                                      |                                                          |
| Capacité brute (kWh)       | 2,0                                                        |                                                          |
| Capacité nette (kWh)       | 1,75                                                       |                                                          |
| Autonomie électrique (km)  |                                                            |                                                          |

## Finitions
- Techno[19]
- Esprit Alpine